# 日本とベナンの関係
日本とベナンの関係（フランス語: Relations entre le Bénin et le Japon、英語: Benin–Japan relations） では、日本とベナンの関係について概説する。

## 両国の比較
|             | ベナン                                   | 日本                           | 両国の差                |
| ----------- | ---------------------------------------- | ------------------------------ | ----------------------- |
| 人口        | 1180万1151人（2019年）                   | 1億2626万人（2019年）          | 日本はベナンの約10.7倍  |
| 国土面積    | 11万2622 km²                             | 37万7972 km²                   | 日本はベナンの約3.6倍   |
| 首都        | ポルトノボ（憲法上）・コトヌー（事実上） | 東京都                         |                         |
| 最大都市    | コトヌー                                 | 東京都区部                     |                         |
| 政体        | 共和制 大統領制                          | （民主制）議院内閣制           |                         |
| 公用語      | フランス語                               | 日本語（事実上）               |                         |
| 国教        | なし                                     | なし                           |                         |
| GDP（名目） | 143億9070万米ドル（2019年）              | 5兆819億6954万米ドル（2019年） | 日本はベナンの約353.1倍 |

## 歴史

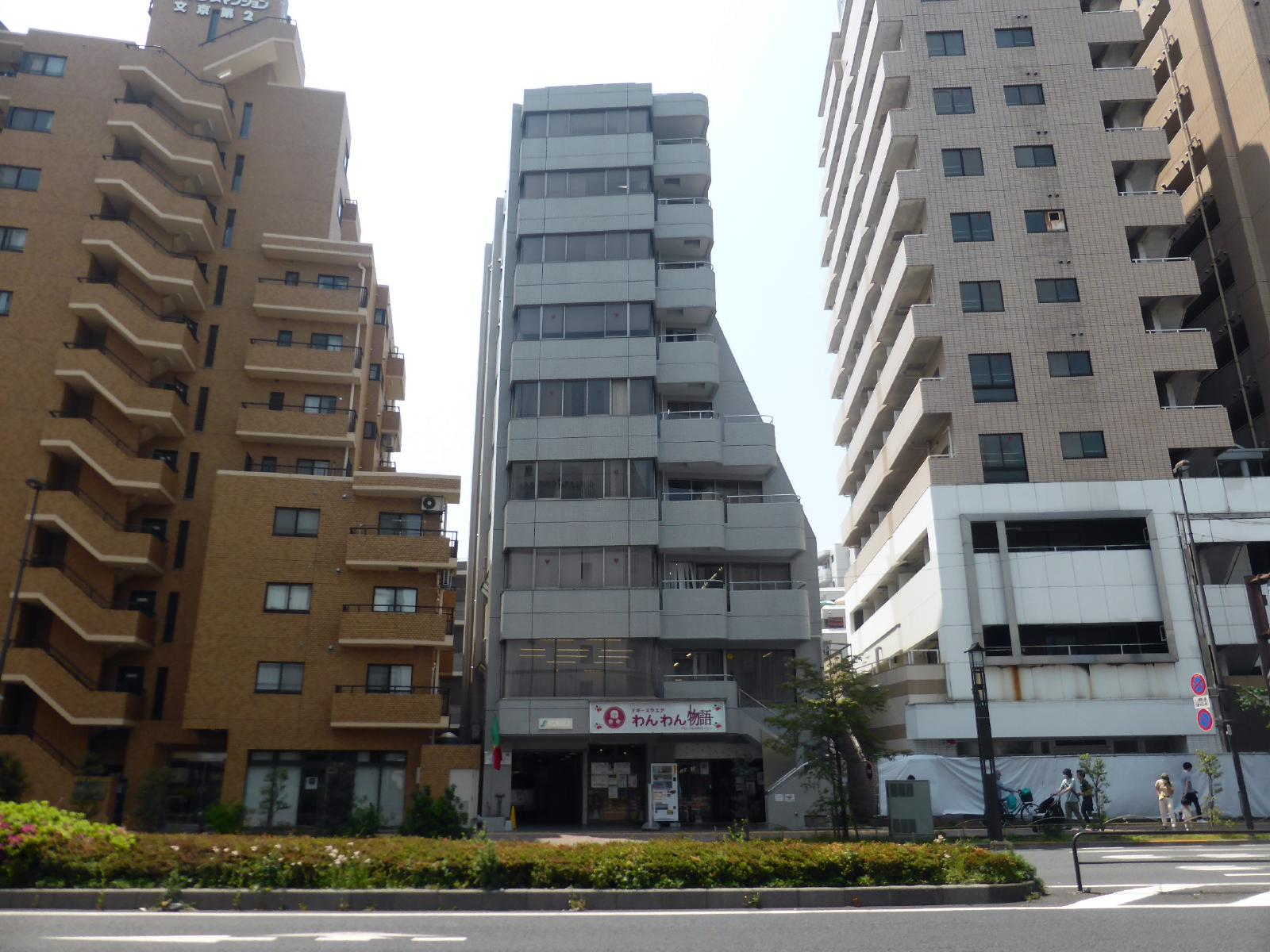
駐日ベナン大使館ビル（東京）

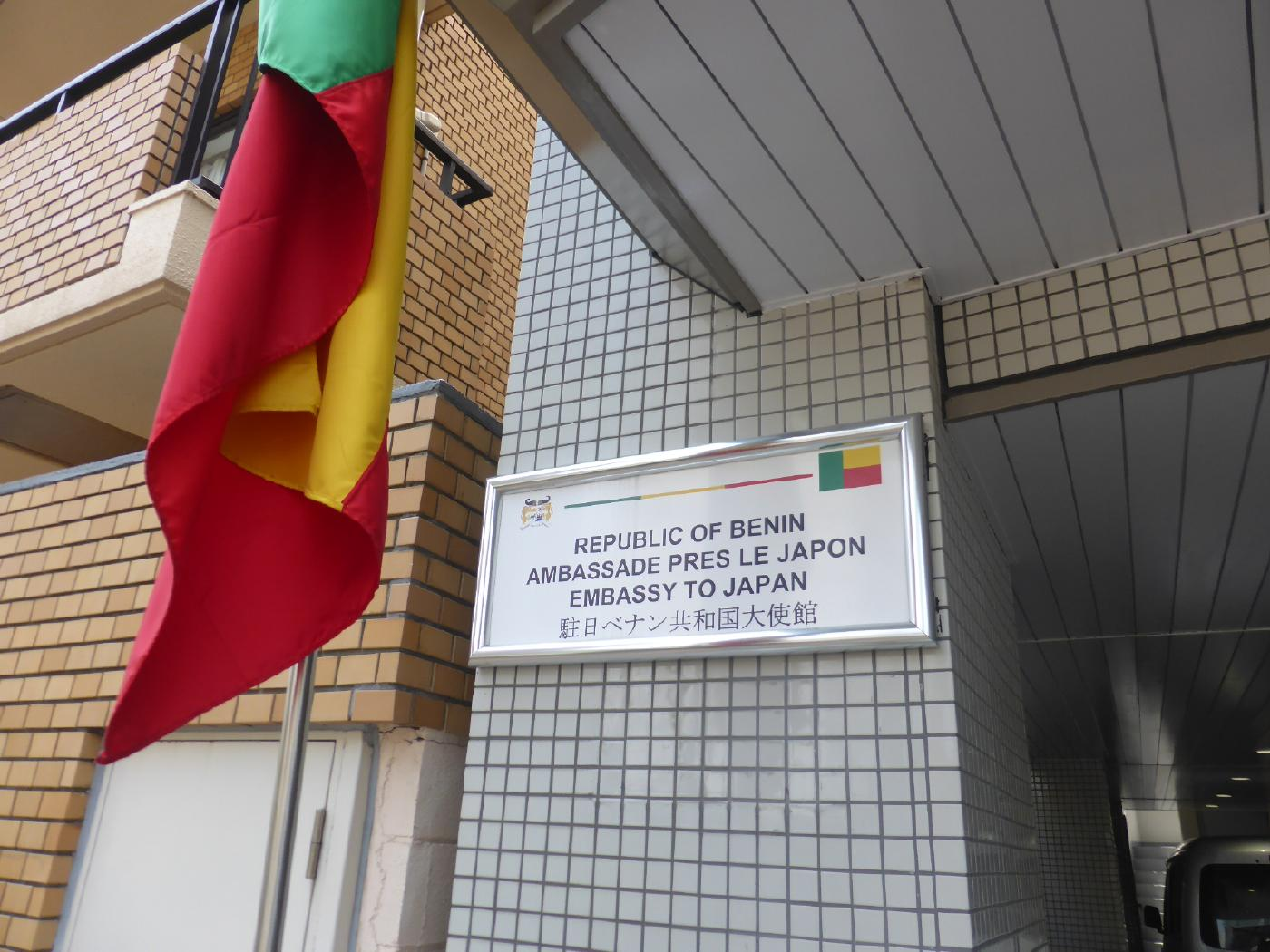
駐日ベナン大使館表札プレート

1960年8月1日、ベナンは当初ダホメ共和国としてフランスから独立し、日本は独立とほぼ同時に同国を承認した。翌年の1961年には外交関係が樹立。しかし、独立当初ダホメ共和国はフォン人やヨルバ人の政治的対立が続き、その隙をつく形でクーデターが頻発していた。1972年にはマチュー・ケレクがクーデターを起こして政権を奪取するとベナン人民共和国となって社会主義に傾き、ソ連などの東側諸国と緊密な関係を築いた。このような政情があり、長らく両国ともに大使館を設置しないなど交流は限られていた。
1989年にマルクス・レーニン主義を放棄した後は西側先進国との関係強化を進め、歴代大統領は新たに韓国やシンガポール、インドネシアと国交を結ぶなどしてアジアとの関係を重視。日本との間には、2002年11月に 在中華人民共和国ベナン大使館の兼轄を解消する形で東京に駐日ベナン大使館が開設され、遅れて2010年1月にはコトヌーに在ベナン日本国大使館が開設された。それ以降、両国の関係は一般的に良好であり、特に経済協力関係の強化が見られる。

## 外交
社会主義を放棄して以降、友好関係の成立とともに要人往来が活発になっており、1993年10月と1994年2月には立て続けにベナン大統領として初めてニセフォール・ソグロが訪日した。その後、1998年10月・2003年9月には以前の軍事独裁色を一転させて再び大統領となったマチュー・ケレクが、2006年8月・2007年5月・2013年2月と6月には当時の大統領ヤイ・ボニが、2019年8月と10月にはパトリス・タロンが訪日するなど、4人の大統領が連続で日本して首脳会談を実施している。
特にヤイ・ボニは駐日ベナン大使ゾマホン・ルフィンとともにTBSテレビ系番組「情報7days ニュースキャスター」に生出演してベナンを支援する日本国民と北野武に感謝を示し、また当時の総理大臣安倍晋三との首脳会談では日本の常任理事国入りと安保理改革に賛成の意を示すなど、日本との協力関係を全面に打ち出していた。

## 経済交流
経済的には、日本は主要援助国ではないものの2017年までに累計500億円以上の援助を行っている。2010年以降の例としては、19億円の供与で実現した「アトランティック県アラダ病院建設・整備計画」、人口増加に伴って海上漁業だけでは需要に追い付かない事から養殖技術を提供するために実施された「内水面養殖普及計画（PROVAC）」などが挙げられ、また継続的な食糧支援や小学校建設等の援助も1990年代以来行われている。
貿易面では、2019年のベナンの対日輸出額は3.48百万円と国家間の貿易額としては少額に留まる一方、対日輸入額は7.32億円に上り、ベナンの大幅赤字となっている。輸出品はバッグ類、輸入品は機械類や自動車である。

## 文化交流
ベナンには約2000名の柔道人口と47の柔道クラブが存在しているなど、柔道が比較的人気のスポーツとなっている。そのため、在ベナン日本国大使館は現地の柔道連盟と共催で2015年から毎年「柔道大使杯」を開催している。また、スポーツ外交の一環として中古の柔道着が日本からベナンへ供与されている。空手の競技人口も約5000名と多く、ベナンでは比較的ポピュラーなスポーツとして知られる。教育面では、2003年9月には日本でタレントとしても活動するゾマホン・ルフィンが文化交流・相互理解・技術移転を目的に「たけし日本語学校」を開校。この学校では身分や年齢に関わらず誰でも無料で日本語教育を受けられるベナン唯一の学校となっている。
一方、日本ではベナン人を父に持ち富山県で育ったプロバスケットボール選手の八村塁が高校バスケにて活躍。アメリカのゴンザガ大学に進学しNBA進出後も日本人選手として人気を博しており、これを機に日本国内でもベナン知名度も上がりつつある。

## 外交使節

### 駐日ベナン大使
| 代 | 氏名                                 | 在任期間        | 官職名       | 備考                               |
| -- | ------------------------------------ | --------------- | ------------ | ---------------------------------- |
| 1  | デゲノン・アーアンヌ・コスム         | 1983年 - 1989年 | 特命全権大使 | 信任状捧呈は6月10日 初代、北京常駐 |
| 2  | タウフィーク・マリキ                 | 1989年 - 1991年 | 特命全権大使 | 信任状捧呈は3月28日 北京常駐       |
| 3  | オーギュスト・コムラン・アラヴォ     | 1991年 - 1995年 | 特命全権大使 | 信任状捧呈は2月18日 北京常駐       |
| 4  | ミシェル・アデシアン                 | 1997年 - 2003年 | 特命全権大使 | 信任状捧呈は7月3日 北京常駐        |
| 5  | バントーレ・ヤバ                     | 2003年 - 2005年 | 特命全権大使 | 信任状捧呈は7月7日                 |
|    | ラファエル・ダルメイダ               | 2005年 - 2007年 | 臨時代理大使 |                                    |
| 6  | アラサヌ・ヤッソ                     | 2007年 - 2012年 | 特命全権大使 | 信任状捧呈は9月6日                 |
| 7  | ゾマホン・ルフィン                   | 2012年 - 2016年 | 特命全権大使 | 信任状捧呈は8月2日                 |
|    | アラベ・ポゴド・ヤバヴィ             | 2016年 - 2017年 | 臨時代理大使 |                                    |
| 8  | マカリミ・アビソラ・アデチュブ       | 2017年 - 2021年 | 特命全権大使 | 信任状捧呈は12月11日               |
|    | モルジャン・アルビンヌ・カールメンヌ | 2021年          | 臨時代理大使 |                                    |
|    | ジョセフ・フゥエンシノン             | 2021年 - 2024年 | 臨時代理大使 |                                    |
|    | モルジャン・アルビンヌ・カールメンヌ | 2024年          | 臨時代理大使 |                                    |
|    | ムタイル・ファディル                 | 2024年 - 2025年 | 臨時代理大使 |                                    |
|    | フンカンリン・マウトン・マチュー     | 2025年 -        | 臨時代理大使 |                                    |